# シロップ
シロップ（果蜜、オランダ語: siroop [siˈroːp]、英語: syrup [ˈsɪɹəp, ˈsiːɹəp, ˈsɝəp]、 フランス語: sirop [siʁo]）は、濃厚な糖液の総称で、しばしば粘稠性を伴う。
語源はアラビア語で「飲み物、ジュース」を意味する「シャラーブ」（شراب; sharāb）とこれを基にしたラテン語の「シロプス」(siropus)に由来している。シラップとも音訳される。舎利別（しゃりべつ）と当て字されることがある。

## 歴史
日本ではイタヤカエデからの樹液の採取が行われ、特にアイヌの人々はこれを珍重した。北海道では1885年（明治18年）に岩手県からの入植者によりカエデ糖の採取も行われた。青森県十和田ではイタヤカエデからの糖蜜の製造が行われている。
北米のカナダや五大湖周辺の地域では入植者によってサトウカエデの樹液からカエデ糖を採取するようになったが、アメリカインディアンが樹液を煮詰めて糖を取っていたのをならったものといわれている。当初はカエデ糖の生産が主力だったが、19世紀後半にサトウキビを原料とする廉価な砂糖が大量に出回ったため、メープルシロップの生産に移行していった。

## 料理

### 調理法
砂糖の温度変化では、103 - 105℃程度になると、砂糖は溶けて無色透明の液状になる。これよりも高い107 - 115℃程度になるとフォンダン（糖衣などに利用）となる。
工業的にはシロップは、水に砂糖を溶かし、煮詰めて製造するが、香料などを加えるものと加えないものがある。水に溶かした砂糖のほかに、天然の蜜や果汁を煮詰めたもの、砂糖液にアラビアガムを加えて煮てより粘稠性を増したガムシロップのようなものもある。
フルーツシロップは、もともと果実の搾り汁を加えて果物の香りや色調を与えていたが、近現代では人工着色料や香料を加えることが多くなった。かき氷や清涼飲料水の味付けなどに用いられる。

### おもなシロップ
- チョコレート・シロップ
- コーヒーシロップ
- コーンシロップ - 主原料がコーンスターチ
- メープルシロップ
- シラカバシロップ (birch syrop)
- デーツシロップ
- アガベシロップ
- リンゴシロップ
- アタール
- en:Grape syrup

## シロップ剤
シロップ剤は溶解すると力価や効力の低減などの問題が生じる薬剤を液状の剤形にした内服薬をいう。